# Christo Wakarelski
Christo Tomow Wakarelski, bułg. Христо Томов Вакарелски (ur. 15 grudnia 1896 w Momina Klisura, zm. 25 listopada 1979 w Sofii) – bułgarski etnograf, tłumacz Chłopów Reymonta na język bułgarski.

## Życiorys
Ukończył gimnazjum w Pazardżiku, następnie w latach 1919–1923 studiował filologię słowiańską na Uniwersytecie w Sofii. Od 1926 roku przez dwa lata studiował w Polsce. Prowadził wówczas badania terenowe z profesorem Eugeniuszem Frankowskim na Mazowszu, Podhalu i Kurpiach. W latach 1927–1941 był asystentem, a potem kustoszem w Narodowym Muzeum Etnograficznym w Sofii, a od 1941 dyrektorem Muzeum Narodowego w Skopje. W latach 1949–1962 powrócił do pracy w Instytucie Etnografii i Muzeum w Sofii.
Do najważniejszych jego prac należy Etnografia Bułgarii, zbierająca całość wiedzy w tej dziedzinie od jej początków do 1941 roku. W Polsce dzieło zostało wydane w 1965 roku, podczas gdy wydanie w języku bułgarskim (poszerzone o rozdział omawiający historię etnografii bułgarskiej) ukazało się dopiero w 1974 roku.
Był członkiem honorowym m.in. Towarzystwa Antropologicznego w Wiedniu, Węgierskiego Towarzystwa Etnografii w Budapeszcie czy Ugrofińskiego Towarzystwa Etnograficznego w Helsinkach.

## Przekład epopei Reymonta
Nabyta podczas pobytu w Polsce znajomość języka pozwoliła mu na dokonanie tłumaczenia Chłopów Reymonta na język bułgarski. Pierwszy fragment – Śmierć Boryny, opublikował w 1931 roku w czasopiśmie „Przegląd Polsko-Bułgarski”. Całość chłopskiej epopei pt. Seljan. Roman w czetiri czasti z przedmową tłumacza została wydana przez Christo C. Danowa w 1933 roku. W przekładzie Wakarelski wykorzystał dialekt rodzimej wsi Momina Klisura, dzięki czemu utwór ma naturalny wydźwięk i brzmienie – z jednej strony ułatwiające zrozumienie przez obcego czytelnika, a z drugiej oddające bogactwo powieści polskiego pisarza. Utwór ponownie został wydany w 1979 roku w serii Klasyka światowa.

## Nagrody
- w 1965 roku otrzymał nagrodę im. Herdera za całokształt pracy naukowej[1]
- w 1965 roku nadano mu w Bułgarii tytuł „zasłużonego działacza na rzecz kultury”[2]